# Надоша Олег Володимирович
Оле́г Володи́мирович Надо́ша (нар. 19 квітня 1964 року, Кременчук) — український політик. Народний депутат України 5-го скликання з кінця травня 2006 року. Обраний за списками Блоку Юлії Тимошенко. 2006 року перейшов у Партію регіонів.

## Біографія
Народився 19 квітня 1964 року в місті Кременчук
- З 1971 року навчався в середній школі № 11, продовжив своє навчання в ПТУ № 19 за спеціальністю КВП і А яке в 1982 році закінчив з відзнакою.
- У 1982 році став студентом денного відділення Полтавського інженерно-будівельного інституту, після закінчення 1 курсу з 1983 по 1985 роки служив у Збройних силах СРСР.
- У 1989 році закінчив денне відділення Полтавського інженерно-будівельного інституту, факультет «Промислове та цивільне будівництво» отримав спеціальність інженер будівельник. Має власний винахід у галузі сейсмічного будівництва вісімнадцять наукових статей з даної тематики.
- З 1989 по 1992 роки навчався у Вищій школі управління при Раді Міністрів СРСР, стажувався у Мюнхені, факультет управління державними процесами, спеціалізація макроекономіка.
- У 1989 по 1991 роки — за направленням працював майстром у тресті «Кременчукрудбуд».
- У 1991 році був призначений заступником керуючого трестом «Кременчукрудбуд» де працював до 1994 року.
- З 1994 по 1996 роки працював на різних керівних посадах в підприємствах з різною формою власності.
- У 1996 році за дорученням західноєвропейського відділення американської компанії «ТРЕЙД ЮНІОН», був призначений генеральним директором СП «Експопродукт».
- З 1998 по 2000 роки — міський голова Кременчука. За сфабрикованою кримінальною справою був звільнений з посади міського голови, але навіть після виправдувального вироку суду та скасування всіх звинувачень не був поновлений на роботі.
- 2001–2002 — працював першим заступником генерального директора державного підприємства МО України «Укроборонпостачальник».
- З 2001 заочно навчався в Академії внутрішніх справ України. У 2005 році закінчив повний курс навчання на факультеті правознавство і отримав ще одну вищу освіту за спеціальністю «юрист».
- 2002 — 2004 — перший заступник генерального директора ДП «Укррезерв» Державного комітету України з матеріального резерву.
- З 2005 року Указом Президента призначений заступником керівника Державного комітету України з матеріальних резервів.
- З 2006 року депутат Верховної Ради України V скликання. Заступник голови Комітету Верховної Ради України з питань сім'ї, молодіжної політики, спорту та туризму.

### Політична діяльність
Був керівником департаменту виконавчого секретаріату Політради ВО «Батьківщина».
В даний час — Народний депутат України VI скликання, Член Комітету Верховної Ради України з питань державного будівництва та місцевого самоврядування, Член Української частини Комітету з парламентського співробітництва між Україною та Європейським Союзом.

## Нагороди
- Орден «За заслуги» III ст. (30 листопада 2012) — за значний особистий внесок у соціально-економічний, науково-технічний, культурно-освітній розвиток Української держави, вагомі трудові досягнення, багаторічну сумлінну працю[1]

## Особисте життя

### Сім'я
Одружений, виховує двох синів.
Батьки: Надоша Володимир Миколайович інженер за освітою (пенсіонер), Надоша Лідія Андріївна бухгалтер за освітою (пенсіонер).

### Уподобання
Гірські лижі, полювання, дайвінг, живопис.